# Ghiacciaio Amos
Il ghiacciaio Amos è un ghiacciaio lungo circa 7 km situato sulla costa di Scott, nella regione centro-occidentale della Dipendenza di Ross, in Antartide. Il ghiacciaio, il cui punto più alto si trova 1100 m s.l.m., fluisce verso sud-est a partire dal picco Bettle, nella dorsale Royal Society, fino a congiungersi con il flusso del ghiacciaio Blue, a sud-ovest del ghiacciaio Geoid.

## Storia
Il ghiacciaio Amos è stato così battezzato nel 1992 dal Comitato consultivo dei nomi antartici in onore di Larry Leon Amos, un ingegnere civile facente parte dello United States Geological Survey (USGS), nonché membro della squadra di ricognizione astronomica (formata da due persone) dello USGS di stanza alla base Amundsen-Scott e alla stazione Byrd nella stagione 1969-70. Tra le altre cose, la squadra rideterminò la posizione del Polo Sud geografico (precedentemente stabilita nel 1956).